# Râul Limpejioara, Alba
Râul Limpejioara este un afluent al râului Alba din județul Vrancea.